# Успех (ТВ серија)
Успех (хрв. Uspjeh) хрватска је телевизијска серија која се приказује од 6. јануара 2019. на телевизији ХБО. Режисер серије је Данис Тановић, док је аутор Марјан Алчевски.
Представља прву серију из 'ХБО Адриа' продукције и окупила је екипу са простора бивше Југославије. Серија је отказана након једне сезоне. После ове серије, ХБО Адриа одлучио је да више не улаже у локалну продукцију, те у наредним годинама само откупљује већ снимљене локалне филмове и серије за своју платформу.
У овој серији, хрватски глумац Тони Гојановић је после више од десет година рада и живота у иностранству одиграо улогу којом се вратио на ове просторе. Серију је режирао једини Оскаром награђен редитељ на овим просторима.

## Радња
Прва серија из продукције ХБО Еуропе у Адриа региону, "Успех", у режији оскаровца Даниса Тановића, прати четири потпуна странца који ће повезати несрећни след догађаја.
„Успех” је вишеслојна драма усмерена на снажне ликове. Радња прати испреплетене приче четворице странаца, од којих се сваки на свој начин бори са градским свакодневним животом, неповратно повезаним насилним догађајем. Како последице њихових поступака почињу да се увлаче у сваки аспект њихових живота, ови обични људи са различитим животним причама одлучују да поврате контролу над својим животима. 
То је горка ода граду Загребу која доноси мрачни увид у различите структуре данашњег друштва кроз животне приче обичних људи које је то исто друштво гурнуло преко ивице. „Успех“ је универзална, слојевита прича у којој кроз љубав, посао, породицу, оданост, несигурност и злочин истражујемо тренутно преовлађујућа осећања фрустрације, беспомоћности и пасивности у свакодневном животу обичних људи у региону и шире.

## Улоге
- Уликс Фехмиу као Харис
- Тара Талер као Бланка
- Ива Михалић као Винка
- Тони Гојановић као Кики
- Ивана Рошчић као Јана
- Марија Шкаричић као инспекторка Калић
- Леон Лучев као Топољак
- Тихана Лазовић као Дијана
- Борут Веселко као Лујо Краљ
- Филип Мајер као Свен
- Павле Матушко као Виктор